# تل الصوان (ريف دمشق)
تل الصوان قرية سوريّة تتبع إداريّاً لمحافظة ريف دمشق منطقة مركز ريف دمشق ناحية دوما، بلغ تعداد سكانها 1,266 نسمة حسب التعداد السكاني لعام 2004.